# Pterocles coronatus
La ganga coronada (Pterocles coronatus) es una especie de ave en la familia Pteroclididae.
Mide 27–30 cm de largo, su peso es de 250–300 g. Se alimenta en el suelo de semillas y brotes. Se reproduce entre abril y agosto. Pone de 2 a 3 huevos sobre el suelo. Se desconoce el período de incubación, pero se sabe que los machos incuban durante la noche.
Se encuentra en Afganistán, Argelia, Chad, Egipto, India, Irán, Irak, Kurdistán, Israel, Jordania, Libia, Mali, Mauritania, Marruecos, Nigeria, Omán, Pakistán, Kuwait, Arabia Saudita, Sudán, Túnez, Emiratos Árabes Unidos, Sahara Occidental, y Yemen.

## Subespecies
Existen cinco subespecies:
- P. c. coronatus - Sahara, desde Marruecos hasta el Mar Rojo
- P. c. vastitas - Sinaí, Israel y Jordania
- P. c. saturatus - Omán
- P. c. atratus - Arabia Saudita, Irán y Afganistán
- P. c. ladas - Pakistán